# Trinema
Genre
Trinema est un genre de l'ordre des Euglyphida, faisant partie des Rhizaria. Ce genre comprend probablement plus d'une vingtaine d'espèces et un nombre similaire de sous-espèces, variétés et formes. La plupart des descriptions actuelles sont insuffisantes et doivent être considérées comme nomina cruda. 

## Caractéristiques
Amibes à thèque caractérisées par un test elliptique à ovoïde, recouvert de plaques rondes de grande et de petite taille, se chevauchant partiellement. L'ouverture du pseudostome est invaginée et en position ventrale sub-terminale. Elle est bordée de plaques dentées.

## Écologie
Les Trinema sont des espèces herbivores, communes en eau douce, dans les sols et dans les tourbières.

## Espèces
Les espèces actuellement décrites sont: 
- Trinema chardezi Decloitre, 1981
- Trinema ciliata Štĕpánek, 1963
- Trinema complanatum, Penard, 1890
- Trinema enchelys, (Ehrenberg, 1838) Leydi 1878
  - T. enchelys biconvexa Awerintzew, 1907
  - T. enchelys bonneti Decloitre, 1970
  - T. enchelys multidentata Decloitre, 1958
  - T. galeata (Penard, 1890) Jung, 1942
- Trinema grandis (Chardez, 1960) Golemansky, 1963
- Trinema intermedia Decloitre, 1965
- Trinema leidyi Chardez, 1981
- Trinema lineare Penard, 1890
- Trinema lincostoma Decloitre, 1962
- Trinema navicularis Decloitre, 1973
- Trinema penardi, Thomas et Chardez, 1958
- Trinema verrucosum France, 1897